# Hep Stars Act II
Hep Stars Act II är ett musikalbum av Hep Stars från 1989

## Medverkande
- Svenne Hedlund - Sång
- Janne Frisk - Gitarr
- Lennart Hegland - Bas
- Christer Pettersson - Trummor
- Benneth Fagerlund - Klaviatur
- Janne Wellander - Gitarr

## Låtlista
A-sida
1. You’re by my side
2. Don’t throw it away
3. Tears on my pillow
4. Sky diver
5. I wanna know
6. I’ll never be the one

B-sida
1. Breakin’ up
2. Sunny girl
3. Close to danger
4. Time
5. Surfin’ bird